# Tobias (chi nhện)
Tobias là một chi nhện trong họ Thomisidae.

## Các loài
Phân loại theo The World Spider Catalog 12.5:
- Tobias albicans Mello-Leitão, 1929
- Tobias albovittatus Caporiacco, 1954
- Tobias camelinus (O. Pickard-Cambridge, 1869)
- Tobias caudatus Mello-Leitão, 1929
- Tobias cornutus (Taczanowski, 1872)
- Tobias corticatus Mello-Leitão, 1917
- Tobias epicadoides Mello-Leitão, 1944
- Tobias gradiens Mello-Leitão, 1929
- Tobias inermis Mello-Leitão, 1929
- Tobias martinezi Birabén, 1955
- Tobias monstrosus Simon, 1929
- Tobias paraguayensis Mello-Leitão, 1929
- Tobias pulcher Mello-Leitão, 1929
- Tobias pustulosus Mello-Leitão, 1929
- Tobias regius Birabén, 1955
- Tobias taczanowskii Roewer, 1951
- Tobias trituberculatus (Taczanowski, 1872)